# Eleutherodactylus cystignathoides
Espèce
Synonymes
- Phyllobates cystignathoides Cope, 1877
- Syrrhophus cystignathoides (Cope, 1877)
- Syrrhophus campi Stejneger, 1915

Statut de conservation UICN

 LC  : Préoccupation mineure
Eleutherodactylus cystignathoides est une espèce d'amphibiens de la famille des Eleutherodactylidae.

## Répartition
Cette espèce se rencontre :
- aux États-Unis au Texas ;
- au Mexique dans les États du Nuevo León, du Tamaulipas, de San Luis Potosí et de Veracruz.

## Taxinomie
Syrrhophus campi a été placée en synonymie avec Eleutherodactylus cystignathoides par Lynch en 1970.

## Publication originale
- Cope, 1878 "1877" : Tenth contribution to the herpetology of tropical America. Proceedings of the American Philosophical Society, vol. 17, p. 85–98 (texte intégral).